# WTA Tour 1981
Il WTA Tour 1981 è iniziato il 12 gennaio con il Avon Championships of Kansas e si è concluso il 20 dicembre con la finale del Toyota Championships.
Nel 1981 indipendentemente dai tornei del Grande Slam organizzati dall'ITF, la stagione dei tornei della WTA era divisa in 2 circuiti:
1. Da gennaio a marzo: le Avon Series disputate esclusivamente negli Stati Uniti che si concludeva con il Masters disputato dalle migliori giocatrici che avevano accumulato più punti in questa parte della stagione. Contemporaneamente si giocavano le Futures Series (conosciute come Avon Futures Series per motivi di sponsorizzazione) che comprendevano i tornei con montepremi di 30.000 $.
2. Da aprile a dicembre: le Toyota Series (sostitute delle Colgate Series) disputate nei Paesi di tutto il resto del mondo. Questa serie si concludeva con il Toyota Championships cui accedevano le migliori giocatrici che avevano accumulato più punti nella seconda parte della stagione.

Un certo numero di tornei non appartenevano a nessuno di questi due circuiti.

## Gennaio
| Settimana  | Torneo                                                                                        | Vincitrici                               | Finaliste                       | Semifinaliste | Eliminate ai quarti |
| ---------- | --------------------------------------------------------------------------------------------- | ---------------------------------------- | ------------------------------- | ------------- | ------------------- |
| 5 gennaio  | Avon Futures of Fort Myers 1981 Fort Myers, USA Singolare - Doppio                            | Ann Kiyomura 6-3 6-2                     | Kathleen Cummings               |               |                     |
| 5 gennaio  | Avon Futures of Fort Myers 1981 Fort Myers, USA Singolare - Doppio                            |                                          |                                 |               |                     |
| 12 gennaio | Avon Championships of Kansas 1981 Kansas City, USA Sintetico (i) - 32S/16D Singolare - Doppio | Andrea Jaeger 6-3 3-6 7-5                | Martina Navrátilová             |               |                     |
| 12 gennaio | Avon Championships of Kansas 1981 Kansas City, USA Sintetico (i) - 32S/16D Singolare - Doppio | Barbara Potter Sharon Walsh 6–2, 7–6     | Rosie Casals Wendy Turnbull     |               |                     |
| 18 gennaio | Avon Futures of Toronto 1981 Toronto, Canada Cemento indoor Singolare - Doppio                | Claudia Kohde Kilsch 4-6 6-2 7-5         | Nina Bohm                       |               |                     |
| 18 gennaio | Avon Futures of Toronto 1981 Toronto, Canada Cemento indoor Singolare - Doppio                |                                          |                                 |               |                     |
| 19 gennaio | Avon Championships of Cincinnati 1981 Cincinnati, USA Sintetico indoor Singolare - Doppio     | Martina Navrátilová 6-2 6-4              | Sylvia Hanika                   |               |                     |
| 19 gennaio | Avon Championships of Cincinnati 1981 Cincinnati, USA Sintetico indoor Singolare - Doppio     | Kathy Jordan Anne Smith 1-6, 6-3, 6-3    | Martina Navrátilová Pam Shriver |               |                     |
| 19 gennaio | Avon Futures of Montreal 1981 Montréal, Canada Singolare - Doppio                             | Kathleen Horvath 6-4 7-6                 | Candy Reynolds                  |               |                     |
| 19 gennaio | Avon Futures of Montreal 1981 Montréal, Canada Singolare - Doppio                             |                                          |                                 |               |                     |
| 26 gennaio | Avon Championships of Chicago 1981 Chicago, USA Sintetico indoor Singolare - Doppio           | Martina Navrátilová 6-4 6-2              | Hana Mandlíková                 |               |                     |
| 26 gennaio | Avon Championships of Chicago 1981 Chicago, USA Sintetico indoor Singolare - Doppio           | Martina Navrátilová Pam Shriver 6–3, 6–1 | Barbara Potter Sharon Walsh     |               |                     |
| 26 gennaio | Avon Futures of Roanoke 1981 Roanoke, USA Singolare - Doppio                                  | Renée Richards 7-5 6-3                   | Jane Stratton                   |               |                     |
| 26 gennaio | Avon Futures of Roanoke 1981 Roanoke, USA Singolare - Doppio                                  |                                          |                                 |               |                     |

## Febbraio
| Settimana   | Torneo                                                                                     | Vincitrici                            | Finaliste                         | Semifinaliste | Eliminate ai quarti |
| ----------- | ------------------------------------------------------------------------------------------ | ------------------------------------- | --------------------------------- | ------------- | ------------------- |
| 2 febbraio  | Avon Championships of Detroit 1981 Detroit, MI, USA Sintetico indoor Singolare - Doppio    | Leslie Allen 6-4 6-4                  | Hana Mandlíková                   |               |                     |
| 2 febbraio  | Avon Championships of Detroit 1981 Detroit, MI, USA Sintetico indoor Singolare - Doppio    | Rosie Casals Wendy Turnbull 6–4, 6–2  | Hana Mandlíková Betty Stöve       |               |                     |
| 2 febbraio  | Avon Futures of Central Pennsylvania 1981 Hershey, USA Singolare - Doppio                  | Marianne van der Torre 6-0 7-6        | Heidi Eisterlehner                |               |                     |
| 2 febbraio  | Avon Futures of Central Pennsylvania 1981 Hershey, USA Singolare - Doppio                  |                                       |                                   |               |                     |
| 9 febbraio  | Avon Championships of California 1981 Oakland, USA Sintetico (indoor) Singolare - Doppio   | Andrea Jaeger 6-3 6-1                 | Virginia Wade                     |               |                     |
| 9 febbraio  | Avon Championships of California 1981 Oakland, USA Sintetico (indoor) Singolare - Doppio   | Rosie Casals Wendy Turnbull 6–1, 6–4  | Martina Navrátilová Virginia Wade |               |                     |
| 9 febbraio  | Avon Futures of Columbus 1981 Columbus, USA Cemento indoor Singolare - Doppio              | Betsy Nagelsen 7-6 6-4                | Renee Blount                      |               |                     |
| 9 febbraio  | Avon Futures of Columbus 1981 Columbus, USA Cemento indoor Singolare - Doppio              |                                       |                                   |               |                     |
| 16 febbraio | Avon Championships of Houston 1981 Houston, Texas, USA Sintetico indoor Singolare - Doppio | Hana Mandlíková 6-4 6-4               | Bettina Bunge                     |               |                     |
| 16 febbraio | Avon Championships of Houston 1981 Houston, Texas, USA Sintetico indoor Singolare - Doppio | Sue Barker Ann Kiyomura 5–7, 6–4, 6–3 | Regina Maršíková Mary Lou Daniels |               |                     |
| 16 febbraio | Avon Futures of Nashville 1981 Nashville, USA Sintetico indoor Singolare - Doppio          | Susan Leo 7-6 6-3                     | Kim Sands                         |               |                     |
| 16 febbraio | Avon Futures of Nashville 1981 Nashville, USA Sintetico indoor Singolare - Doppio          |                                       |                                   |               |                     |
| 23 febbraio | Avon Championships of Seattle 1981 Seattle, USA Sintetico indoor Singolare - Doppio        | Sylvia Hanika 6-2 6-4                 | Barbara Potter                    |               |                     |
| 23 febbraio | Avon Championships of Seattle 1981 Seattle, USA Sintetico indoor Singolare - Doppio        | Rosie Casals Wendy Turnbull 6-1, 6-4  | Sue Barker Ann Kiyomura           |               |                     |
| 23 febbraio | Avon Futures of South Carolina 1981 Greenville, USA Singolare - Doppio                     | Lena Sandin 7-5 6-2                   | Roberta McCallum                  |               |                     |
| 23 febbraio | Avon Futures of South Carolina 1981 Greenville, USA Singolare - Doppio                     |                                       |                                   |               |                     |

## Marzo
| Settimana | Torneo                                                                                              | Vincitrici                                  | Finaliste                          | Semifinaliste | Eliminate ai quarti |
| --------- | --------------------------------------------------------------------------------------------------- | ------------------------------------------- | ---------------------------------- | ------------- | ------------------- |
| 2 marzo   | Avon Championships of Los Angeles 1981 Los Angeles, Stati Uniti Sintetico indoor Singolare - Doppio | Martina Navrátilová 6-4 6-0                 | Andrea Jaeger                      |               |                     |
| 2 marzo   | Avon Championships of Los Angeles 1981 Los Angeles, Stati Uniti Sintetico indoor Singolare - Doppio | Susan Leo Kim Sands 6-1, 4-6, 6-1           | Peanut Louie-Harper Marita Redondo |               |                     |
| 2 marzo   | Avon Futures of Las Vegas 1981 Las Vegas, USA Cemento indoor Singolare - Doppio                     | Yvonne Vermaak 6-2 6-3                      | Iva Budařová                       |               |                     |
| 2 marzo   | Avon Futures of Las Vegas 1981 Las Vegas, USA Cemento indoor Singolare - Doppio                     |                                             |                                    |               |                     |
| 9 marzo   | Avon Championships of Dallas 1981 Dallas, USA Sintetico indoor Singolare - Doppio                   | Martina Navrátilová 6-2 6-4                 | Pam Shriver                        |               |                     |
| 9 marzo   | Avon Championships of Dallas 1981 Dallas, USA Sintetico indoor Singolare - Doppio                   | Martina Navrátilová Pam Shriver 7–5, 6–4    | Kathy Jordan Anne Smith            |               |                     |
| 9 marzo   | Avon Futures of California 1981 Bakersfield, USA Cemento Singolare - Doppio                         | Pam Casale 6-4 6-3                          | Barbara Hallquist                  |               |                     |
| 9 marzo   | Avon Futures of California 1981 Bakersfield, USA Cemento Singolare - Doppio                         |                                             |                                    |               |                     |
| 16 marzo  | Avon Championships of Boston 1981 Boston, USA Sintetico indoor Singolare - Doppio                   | Chris Evert 6-4 6-4                         | Mima Jaušovec                      |               |                     |
| 16 marzo  | Avon Championships of Boston 1981 Boston, USA Sintetico indoor Singolare - Doppio                   | Barbara Potter Sharon Walsh 6–7, 6–4, 6–3   | Joanne Russell Virginia Ruzici     |               |                     |
| 22 marzo  | Avon Circuit Championships 1981 New York, USA Sintetico indoor Singolare - Doppio                   | Martina Navrátilová 6-3 7–6(3)              | Andrea Jaeger                      |               |                     |
| 22 marzo  | Avon Circuit Championships 1981 New York, USA Sintetico indoor Singolare - Doppio                   | Martina Navrátilová Pam Shriver 6-0, 7–6(6) | Barbara Potter Sharon Walsh        |               |                     |

## Aprile
| Settimana | Torneo                                                                                                 | Vincitrici                                   | Finaliste                      | Semifinaliste | Eliminate ai quarti |
| --------- | --- | -------------------------------------------- | ------------------------------ | ------------- | ------------------- |
| 1º aprile | Avon Futures Championships 1981 Boise, USA Singolare - Doppio                                          | Claudia Kohde Kilsch 7-6 3-6 6-4             | Ann Kiyomura                   |               |                     |
| 1º aprile | Avon Futures Championships 1981 Boise, USA Singolare - Doppio                                          |                                              |                                |               |                     |
| 6 aprile  | Family Circle Cup 1981 Hilton Head, USA Terra verde Singolare - Doppio                                 | Chris Evert 6-3 6-2                          | Pam Shriver                    |               |                     |
| 6 aprile  | Family Circle Cup 1981 Hilton Head, USA Terra verde Singolare - Doppio                                 | Rosie Casals Wendy Turnbull 7-5, 7-5         | Mima Jaušovec Pam Shriver      |               |                     |
| 20 aprile | Bausch & Lomb Championships 1981 (WTA Championships) Amelia Island, USA Terra verde Singolare - Doppio | Chris Evert 6-0 6-0                          | Martina Navrátilová            |               |                     |
| 20 aprile | Bausch & Lomb Championships 1981 (WTA Championships) Amelia Island, USA Terra verde Singolare - Doppio | Kathy Jordan Paula White Smith 6–3, 5–7, 7–6 | Joanne Russell Virginia Ruzici |               |                     |
| 27 aprile | United Airlines Tournament of Champions 1981 Orlando, USA Terra rossa Singolare - Doppio               | Martina Navrátilová 7-5 6-3                  | Andrea Jaeger                  |               |                     |
| 27 aprile | United Airlines Tournament of Champions 1981 Orlando, USA Terra rossa Singolare - Doppio               | Martina Navrátilová Pam Shriver 6–1, 7–6     | Rosie Casals Wendy Turnbull    |               |                     |

## Maggio
| Settimana             | Torneo                                                                      | Vincitrici                                   | Finaliste                        | Semifinaliste | Eliminate ai quarti |
| --------------------- | --------------------------------------------------------------------------- | -------------------------------------------- | -------------------------------- | ------------- | ------------------- |
| 4 maggio              | World Doubles Championships 1981 Tokyo, Giappone Sintetico indoor Doppio    | Sue Barker Ann Kiyomura 7–5, 6–2             | Barbara Potter Sharon Walsh      |               |                     |
| 4 maggio              | World Doubles Championships 1981 Tokyo, Giappone Sintetico indoor Doppio    |                                              |                                  |               |                     |
| 4 maggio              | Internazionali d'Italia 1981 Perugia, Italia Terra rossa Singolare - Doppio | Chris Evert 6-1 6-2                          | Virginia Ruzici                  |               |                     |
| 4 maggio              | Internazionali d'Italia 1981 Perugia, Italia Terra rossa Singolare - Doppio | Candy Reynolds Paula Smith 7–5, 6–1          | Chris Evert Virginia Ruzici      |               |                     |
| 11 maggio             | WTA Swiss Open 1981 Lugano, Svizzera Terra rossa Singolare - Doppio         | Chris Evert 6-1 6-1                          | Virginia Ruzici                  |               |                     |
| 11 maggio             | WTA Swiss Open 1981 Lugano, Svizzera Terra rossa Singolare - Doppio         | Rosalyn Fairbank Tanya Harford 2–6, 6–1, 6–4 | Candy Reynolds Paula White Smith |               |                     |
| 18 maggio             | WTA German Open 1981 Berlino, Germania Terra rossa Singolare - Doppio       | Regina Maršíková 6-2 6-1                     | Ivanna Madruga-Osses             |               |                     |
| 18 maggio             | WTA German Open 1981 Berlino, Germania Terra rossa Singolare - Doppio       | Rosalyn Fairbank Tanya Harford 6-3, 6-4      | Sue Barker Renáta Tomanová       |               |                     |
| 25 maggio 2 settimane | Open di Francia 1981 Parigi, Francia Terra rossa Singolare - Doppio - Misto | Hana Mandlíková 6-2 6-4                      | Sylvia Hanika                    |               |                     |
| 25 maggio 2 settimane | Open di Francia 1981 Parigi, Francia Terra rossa Singolare - Doppio - Misto | Rosalyn Fairbank Tanya Harford 6–1, 6–3      | Candy Reynolds Paula White Smith |               |                     |

## Giugno
| Settimana             | Torneo                                                                                    | Vincitrici                                     | Finaliste                    | Semifinaliste | Eliminate ai quarti |
| --------------------- | ----------------------------------------------------------------------------------------- | ---------------------------------------------- | ---------------------------- | ------------- | ------------------- |
| 9 giugno              | Surrey Grass Court Championships 1981 Surbiton, Gran Bretagna Erba Singolare - Doppio     | Betsy Nagelsen 6-4 3-6 6-3                     | Barbara Hallquist            |               |                     |
| 9 giugno              | Surrey Grass Court Championships 1981 Surbiton, Gran Bretagna Erba Singolare - Doppio     | Sue Barker Ann Kiyomura 6-1, 6-7, 6-1          | Billie Jean King Ilana Kloss |               |                     |
| 15 giugno             | International Women's Open 1981 Eastbourne, Gran Bretagna Erba Singolare - Doppio         | Tracy Austin 6-3 6-4                           | Andrea Jaeger                |               |                     |
| 15 giugno             | International Women's Open 1981 Eastbourne, Gran Bretagna Erba Singolare - Doppio         | Martina Navrátilová Pam Shriver 6-7, 6–2, 6–1  | Kathy Jordan Anne Smith      |               |                     |
| 22 giugno 2 settimane | Torneo di Wimbledon 1981 Wimbledon, Londra, Gran Bretagna Erba Singolare - Doppio - Misto | Chris Evert 6-2 6-2                            | Hana Mandlíková              |               |                     |
| 22 giugno 2 settimane | Torneo di Wimbledon 1981 Wimbledon, Londra, Gran Bretagna Erba Singolare - Doppio - Misto | Martina Navrátilová Pam Shriver 6–3, 7–6 (8–6) | Kathy Jordan Anne Smith      |               |                     |

## Luglio
| Settimana | Torneo                                                                | Vincitrici                                | Finaliste                       | Semifinaliste | Eliminate ai quarti |
| --------- | --------------------------------------------------------------------- | ----------------------------------------- | ------------------------------- | ------------- | ------------------- |
| 13 luglio | WTA Austrian Open 1981 Kitzbühel, Austria Terra Singolare - Doppio    | Claudia Kohde Kilsch 7-5 7-6              | Sylvia Hanika                   |               |                     |
| 13 luglio | WTA Austrian Open 1981 Kitzbühel, Austria Terra Singolare - Doppio    | Claudia Kohde Kilsch Eva Pfaff 6–4, 6–3   | Elizabeth Little Yvonne Vermaak |               |                     |
| 27 luglio | San Diego Open 1981 San Diego, Stati Uniti Cemento Singolare - Doppio | Tracy Austin 6-2 5-7 6-2                  | Pam Shriver                     |               |                     |
| 27 luglio | San Diego Open 1981 San Diego, Stati Uniti Cemento Singolare - Doppio | Kathy Jordan Candy Reynolds 6–1, 2–6, 6–4 | Rosie Casals Pam Shriver        |               |                     |

## Agosto
| Settimana | Torneo                                                                                       | Vincitrici                               | Finaliste                    | Semifinaliste | Eliminate ai quarti |
| --------- | -------------------------------------------------------------------------------------------- | ---------------------------------------- | ---------------------------- | ------------- | ------------------- |
| 3 agosto  | US Clay Court Championships 1981 Indianapolis, USA Terra rossa Singolare - Doppio            | Andrea Jaeger 6-1 6-0                    | Virginia Ruzici              |               |                     |
| 3 agosto  | US Clay Court Championships 1981 Indianapolis, USA Terra rossa Singolare - Doppio            | Joanne Russell Virginia Ruzici 6–2, 6–2  | Sue Barker Paula White Smith |               |                     |
| 10 agosto | Central Fidelity Bank International 1981 Richmond, USA Sintetico indoor Singolare - Doppio   | Mary-Lou Piatek 6-4 6-1                  | Sue Barker                   |               |                     |
| 10 agosto | Central Fidelity Bank International 1981 Richmond, USA Sintetico indoor Singolare - Doppio   | Sue Barker Ann Kiyomura 4-6, 6-7, 6-4    | Kathy Jordan Anne Smith      |               |                     |
| 17 agosto | Canada Open 1981 Toronto, Canada Cemento Singolare - Doppio                                  | Tracy Austin 6-1 6-4                     | Chris Evert                  |               |                     |
| 17 agosto | Canada Open 1981 Toronto, Canada Cemento Singolare - Doppio                                  | Martina Navrátilová Pam Shriver 7-6, 7-6 | Candy Reynolds Anne Smith    |               |                     |
| 24 agosto | WTA New Jersey 1981 (Mahwah Volvo Tennis Cup) Mahwah, Stati Uniti Cemento Singolare - Doppio | Hana Mandlíková 6-2 7–6(6)               | Pam Casale                   |               |                     |
| 24 agosto | WTA New Jersey 1981 (Mahwah Volvo Tennis Cup) Mahwah, Stati Uniti Cemento Singolare - Doppio | Rosie Casals Wendy Turnbull 6–2, 6–1     | Candy Reynolds Betty Stöve   |               |                     |

## Settembre
| Settimana                  | Torneo                                                                               | Vincitrici                               | Finaliste                   | Semifinaliste | Eliminate ai quarti |
| -------------------------- | ------------------------------------------------------------------------------------ | ---------------------------------------- | --------------------------- | ------------- | ------------------- |
| 1º settembre (2 settimane) | US Open 1981 Flushing Meadows, New York City, USA Cemento Singolare - Doppio - Misto | Tracy Austin 1-6 7–6(4) 7–6(1)           | Martina Navrátilová         |               |                     |
| 1º settembre (2 settimane) | US Open 1981 Flushing Meadows, New York City, USA Cemento Singolare - Doppio - Misto | Kathy Jordan Anne Smith 6-3, 6-3         | Rosie Casals Wendy Turnbull |               |                     |
| 14 settembre               | Toray Pan Pacific Open 1981 Tokyo, Giappone Cemento Singolare                        | Ann Kiyomura 5-7 6-2 6-0                 | Bettina Bunge               |               |                     |
| 21 settembre               | Toyota Classic 1981 Atlanta, USA Cemento Singolare - Doppio                          | Tracy Austin 4-6 6-3 6-3                 | Mary-Lou Piatek             |               |                     |
| 21 settembre               | Toyota Classic 1981 Atlanta, USA Cemento Singolare - Doppio                          | Laura duPont Betsy Nagelsen 6-4, 7-5     | Rosie Casals Candy Reynolds |               |                     |
| 27 settembre               | US Indoors 1981 Minneapolis, USA Sintetico indoor Singolare - Doppio                 | Martina Navrátilová 6-0 6-2              | Tracy Austin                |               |                     |
| 27 settembre               | US Indoors 1981 Minneapolis, USA Sintetico indoor Singolare - Doppio                 | Martina Navrátilová Pam Shriver 6–4, 7–5 | Rosie Casals Wendy Turnbull |               |                     |

## Ottobre
| Settimana  | Torneo                                                                                    | Vincitrici                                        | Finaliste                             | Semifinaliste | Eliminate ai quarti |
| ---------- | ----------------------------------------------------------------------------------------- | ------------------------------------------------- | ------------------------------------- | ------------- | ------------------- |
| 5 ottobre  | Eckerd Tennis Open 1981 Tampa, USA Cemento Singolare - Doppio                             | Martina Navrátilová 5-7 6-2 6-0                   | Bettina Bunge                         |               |                     |
| 5 ottobre  | Eckerd Tennis Open 1981 Tampa, USA Cemento Singolare - Doppio                             | Rosie Casals Wendy Turnbull 6–3, 6–4              | Martina Navrátilová Renáta Tomanová   |               |                     |
| 12 ottobre | Maybelline Classic 1981 Deerfield Beach, USA Cemento Singolare - Doppio                   | Chris Evert 4-6 6-3 6-0                           | Andrea Jaeger                         |               |                     |
| 12 ottobre | Maybelline Classic 1981 Deerfield Beach, USA Cemento Singolare - Doppio                   | Mary Lou Daniels Wendy White-Prausa 6–1, 3–6, 7–5 | Pam Shriver Paula White Smith         |               |                     |
| 12 ottobre | Borden Classic 1981 Kyoto, Giappone Singolare - Doppio                                    | Kathy Rinaldi Stunkel 6-1 7-5                     | Julie Harrington                      |               |                     |
| 12 ottobre | Borden Classic 1981 Kyoto, Giappone Singolare - Doppio                                    | Nanette Schutte Marianne van der Torre 6-2, 6-4   | Elizabeth Smylie Sayers Kim Steinmetz |               |                     |
| 19 ottobre | Brighton International 1981 Brighton, Gran Bretagna Sintetico (indoor) Singolare - Doppio | Sue Barker 4-6 6-1 6-1                            | Mima Jaušovec                         |               |                     |
| 19 ottobre | Brighton International 1981 Brighton, Gran Bretagna Sintetico (indoor) Singolare - Doppio | Barbara Potter Anne Smith 6-7, 6-3, 6-4           | Mima Jaušovec Pam Shriver             |               |                     |
| 19 ottobre | Japan Open Tennis Championships 1981 Tokyo, Giappone Sintetico indoor Singolare - Doppio  | Marie Neumannova Pinterova 2-6 6-4 6-1            | Pam Casale                            |               |                     |
| 19 ottobre | Japan Open Tennis Championships 1981 Tokyo, Giappone Sintetico indoor Singolare - Doppio  | Cláudia Monteiro Pat Medrado 6-3, 3-6, 6-2        | Barbara Jordan Roberta McCallum       |               |                     |
| 26 ottobre | Porsche Tennis Grand Prix 1981 Filderstadt, Germania Sintetico indoor Singolare - Doppio  | Tracy Austin 4-6 6-3 6-4                          | Martina Navrátilová                   |               |                     |
| 26 ottobre | Porsche Tennis Grand Prix 1981 Filderstadt, Germania Sintetico indoor Singolare - Doppio  | Mima Jaušovec Martina Navrátilová 6–4, 6–1        | Barbara Potter Anne Smith             |               |                     |

## Novembre
| Settimana               | Torneo                                                                              | Vincitrici                                    | Finaliste                       | Semifinaliste | Eliminate ai quarti |
| ----------------------- | ----------------------------------------------------------------------------------- | --------------------------------------------- | ------------------------------- | ------------- | ------------------- |
| 2 novembre              | Hong Kong Open 1981 Hong Kong, Hong Kong Terra rossa Singolare - Doppio             | Wendy Turnbull 6-3 6-4                        | Sabina Simmonds                 |               |                     |
| 2 novembre              | Hong Kong Open 1981 Hong Kong, Hong Kong Terra rossa Singolare - Doppio             | Ann Kiyomura Sharon Walsh 6-3, 6-4            | Anne Hobbs Susan Leo            |               |                     |
| 22 novembre             | Western Australian National Panasonic 1981 Perth, Australia Erba Singolare - Doppio | Pam Shriver 6-1 7–6(4)                        | Andrea Jaeger                   |               |                     |
| 22 novembre             | Western Australian National Panasonic 1981 Perth, Australia Erba Singolare - Doppio | Barbara Potter Sharon Walsh 6-4, 6-2          | Betsy Nagelsen Candy Reynolds   |               |                     |
| 23 novembre             | New South Wales Open 1981 Sydney, Australia Erba Singolare - Doppio                 | Chris Evert 6-4 2-6 6-1                       | Martina Navrátilová             |               |                     |
| 23 novembre             | New South Wales Open 1981 Sydney, Australia Erba Singolare - Doppio                 | Martina Navrátilová Pam Shriver 6-7, 6-2, 6-4 | Kathy Jordan Anne Smith         |               |                     |
| 30 novembre 2 settimane | Australian Open 1981 Melbourne, Australia Erba Singolare - Doppio                   | Martina Navrátilová 6(4)–7 6-4 7-5            | Chris Evert                     |               |                     |
| 30 novembre 2 settimane | Australian Open 1981 Melbourne, Australia Erba Singolare - Doppio                   | Kathy Jordan Anne Smith 6–2, 7–5              | Martina Navrátilová Pam Shriver |               |                     |

## Dicembre
| Settimana   | Torneo                                                                        | Vincitrici                               | Finaliste                      | Semifinaliste | Eliminate ai quarti |
| ----------- | ----------------------------------------------------------------------------- | ---------------------------------------- | ------------------------------ | ------------- | ------------------- |
| 14 dicembre | Toyota Championships 1981 Rutherford, USA Sintetico indoor Singolare - Doppio | Tracy Austin 2-6 6-4 6-2                 | Martina Navrátilová            |               |                     |
| 14 dicembre | Toyota Championships 1981 Rutherford, USA Sintetico indoor Singolare - Doppio | Martina Navrátilová Pam Shriver 6–3, 6–4 | Rosemary Casals Wendy Turnbull |               |                     |